# 方丹苏茹伊
方丹苏茹伊（法語：Fontaine-sous-Jouy，法語發音：[fɔ̃tɛn su ʒwi]）是法国厄尔省的一个市镇，属于埃夫勒区。

## 地理
方丹苏茹伊（49°4'1"N, 1°17'31"E）面积7.33 平方千米，位于法国诺曼底大区厄尔省，该省份为法国北部内陆省份，北起滨海塞纳省，西接奧恩省和卡爾瓦多斯省，南至厄尔-卢瓦省，东临瓦兹省、瓦兹河谷省和伊夫林省。
与方丹苏茹伊接壤的市镇（或旧市镇、城区）包括：欧特伊-欧图耶、尚布赖、戈谢勒、厄尔河畔茹伊、勒伊、圣维戈尔。

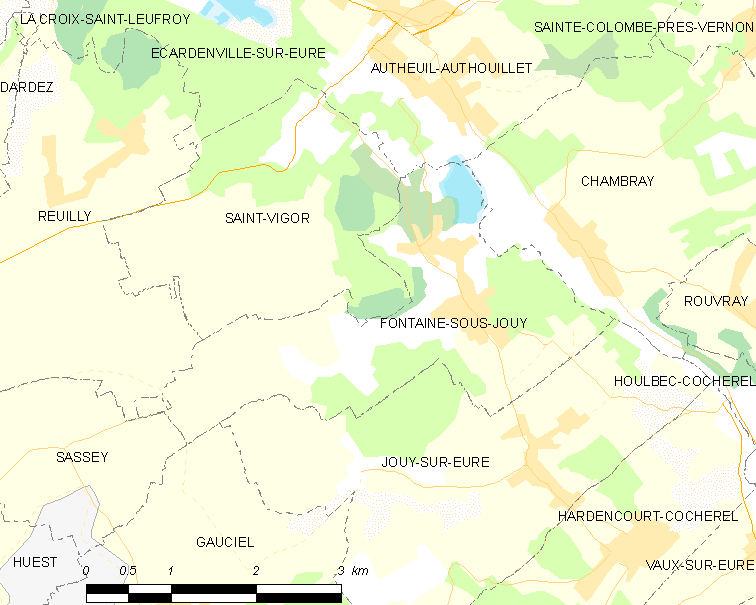
方丹苏茹伊的OSM定位图

方丹苏茹伊的时区为UTC+01:00、UTC+02:00（夏令时）。

## 行政
方丹苏茹伊的邮政编码为27120，INSEE市镇编码为27254。

## 政治
方丹苏茹伊所属的省级选区为厄尔河畔帕西县。

## 人口

1962-2008年间方丹苏茹伊人口变化图示

方丹苏茹伊于2022年1月1日时的人口数量为848人。